# Ercole Marelli (Unternehmen)
Ercole Marelli & C. S.p.A., meist einfach Marelli, war ein Elektrotechnikunternehmen mit Sitz in Mailand, das über Werke in Sesto San Giovanni verfügte. Das 1891 gegründete Unternehmen gehörte Anfang der 1960er Jahre zu den größten Industriebetrieben Italiens und wurde nach einem steten Niedergang 1981 zahlungsunfähig.

## Geschichte
Das Unternehmen wurde 1891 als kleine Werkstatt von Ercole Marelli gegründet, der zuvor bei Tecnomasio Italiano gearbeitet hatte. Zuerst wurden elektromechanische Geräte hergestellt, ab 1896 Ventilatoren, die zuvor nicht lokal hergestellt wurden, sondern aus den Vereinigten Staaten importiert wurden. 1900 wurde das Unternehmen in eine Kommanditgesellschaft umgewandelt, die 1905 eine große Fabrik in Sesto San Giovanni eröffnete. Anfang des 20. Jahrhunderts stieg die Zahl der Beschäftigten stark an und die Produktpalette wurde erweitert. Während des Ersten Weltkriegs wurde die Fertigung von Magnetzündungen für Flugmotoren aufgenommen. Im Herbst 1920 wurde das Unternehmen in eine Aktiengesellschaft umgewandelt. 1921 wird in Sesto San Giovanni ein zweites Werk in Betrieb genommen, das der Fertigung von Transformatoren, Generatoren und anderen Großkomponenten der Kraftwerkstechnik diente. Ercole Marelli, der Gründer des Unternehmens stirbt 1922, die Leitung geht an den Ingenieur Stefano Benni über, der sie bis 1935 behielt, bevor sie an Fermo Marelli, den Sohn des Gründers übergeht.
Das Unternehmen beschäftigte 1963 ungefähr 7100 Mitarbeiter. Wegen starkem Preiszerfalls auf dem Markt für Elektrotechnik wird das Unternehmen 1968 umstrukturiert. Es entstehen die vier Divisionen Energia ‚Energietechnik‘, Impianti e sistemi industriali di trazione e per marina ‚Anlagenbau, Industrieantriebe und Marinetechnik‘, Prodotti di serie ‚Massenprodukte‘, Aerotecnica ‚Luftfahrttechnik‘. Nach stetigem Niedergang wurde das Unternehmen 1981 zahlungsunfähig, unter Sonderverwaltung der Konkursbehörde gestellt und später liquidiert. Einzelne Firmenteile wurden erst 2013 aus der Sonderverwaltung der Konkursbehörde entlassen.

## Aktivitäten
Bahntechnik
Ab 1930 wurden elektrische Ausrüstungen für Lokomotiven, Triebwagen und Oberleitungsbusse hergestellt, wobei Lokomotiven auch nach Brasilien und Argentinien exportiert wurden. Marelli baute auch die elektrischen Ausrüstungen für die Wagen der ersten beiden Strecken der Metropolitana di Milano. Der Bahntechnikteil ging 1993 an Firema über.
Nukleartechnik
Marelli war im Konsortium Elettronucleare Italiana (EI) vertreten, das auf der Basis der Technologie von Westinghouse Kernkraftwerke mit Druckwasserreaktoren anbot. Marelli war für die Generatoren und die Elektrotechnik zuständig, die anderen Unternehmen im Konsortium waren Tosi – zuständig für den thermischen Kreislauf und die Dampfturbinen, Fiat und Breda.

## Tochterunternehmen
Die Marelli-Gruppe war in verschiedene Tochterunternehmen gegliedert: 
- Adda Officine elettrotecniche e meccaniche S.p.A.
- Aermarelli S.p.A.
- Ercole Marelli Aeraulica S.p.A.
- Ercole Marelli Componenti S.p.A.
- Ercole Marelli Elettromeccanica Generale S.p.A.  – Elektromechanische Geräte, Mess- und Regeltechnik
- IEL-Industrie Elettriche di Legnano S.p.A.
- ITEM Impianti Tecnologici Ercole Marelli S.p.A. – Wasseraufbereitungsanlagen, Kläranlagen, Kehrichtverbrennungen
- Rotos Pompe S.p.A. – Pumpen
- Società manifattura tele per cartiera S.r.l.
- Marelli Ventilazione S.r.l. – Ventilatoren[5]
- Magneti Marelli S.p.A. – Automobilzulieferer, Magnetzündungen
- Radiomarelli S.p.A. – Unterhaltungselektronik, Haushaltgeräte
- Ercole Marelli Aeraulica S.p.A.
- Ercole Marelli Power S.p.A.